# Naphazolin
Naphazolin ist eine chemische Verbindung, die schleimhautabschwellend und blutgefäßverengend wirkt. Sie dient als Arzneistoff zur Abschwellung bei unspezifischer oder allergischer Entzündung der Bindehaut oder der Nasenschleimhaut sowie zur Schleimhautabschwellung zu diagnostischen Zwecken. Naphazolin wird örtlich angewendet.

## Pharmakologie
Naphazolin ist ein Sympathomimetikum und wirkt auf α-Adrenozeptoren des sympathischen Nervensystems, wobei die Vasokonstriktion der Blutgefäße mit resultierender Schleimhautabschwellung vornehmlich durch α1-Agonismus zustande kommt. Die Wirkung auf β-Adrenozeptoren ist schwach ausgeprägt. Die schleimhautabschwellende Wirkung tritt nach wenigen Minuten ein und hält 4 bis 6 Stunden an.

## Klinische Informationen

### Anwendungsgebiete
Naphazolin ist angezeigt zur Schleimhautabschwellung bei nichtinfektiöser und allergischer Konjunktivitis sowie bei Rhinitis und Sinusitis. Um die Durchführung bestimmter diagnostischer Techniken (Rhinoskopie, Zystoskopie) zu erleichtern, ist die Anwendung von Naphazolin ebenfalls angezeigt.

### Nebenwirkungen
Als unerwünschte Wirkungen können häufig (bei 1–10 % der Behandelten) eine vermehrte Durchblutung der Schleimhaut am Anwendungsort (Blutfülle, reaktive Hyperämie), Schleimhautbrennen und Schleimhauttrockenheit auftreten. Bei langandauernder Anwendung an der Nasenschleimhaut bzw. Missbrauch besteht die Gefahr langwieriger Nasenverstopfungen (Rhinitis medicamentosa, „Medikamentenschnupfen“, „Privinismus“).

### Überdosierung
Systemische Wirkungen können hauptsächlich bei Überdosierung auftreten und sich in Form von beispielsweise Übelkeit, Fieber, Krämpfen, veränderter Pulsfrequenz, Veränderungen des Blutdrucks (Hypertonie, Hypotonie) und  Atemstörungen äußern. Insbesondere  bei Kindern besteht die Gefahr einer Überdosierung mit erheblichen Effekten auf das zentrale Nervensystem. 

## Chemische und pharmazeutische Informationen
Naphazolin ist in Deutschland nicht verschreibungspflichtig. Arzneilich verwendet werden das gut wasserlösliche Naphazolinhydrochlorid oder das mäßig wasserlösliche Naphazolinnitrat.

## Handelsnamen
- Monopräparate: AK-Con (USA), Clear Eyes (USA), Estivin II (USA), Nafazair (USA), Naphcon-A (USA), Privin (USA, D), Rhinex (D), Rhinon (A), Vasocon (USA)
- Kombinationspräparate: Naphcon-A (USA), Coldistan-A (A)